# Limenitis
Limenitis is een geslacht van vlinders uit de familie Nymphalidae. De typesoort van het geslacht is Papilio populi Linnaeus, 1758.

## Synoniemen
- = Najas Hübner, 1806
- = Nymphalus Boitard, 1828
- = Nympha Krause, 1839
- = Ladoga Moore, 1898
- = Sinimia Moore, 1898
- = Azuritis Boudinot, 1986
- = Basilarchia Scudder, 1872
- = Callianira Hübner, 1819 non Callianira Péron & Lesueur, 1808 (Ctenophora)
- = Nymphalis Felder, 1861

## Soorten
- Limenitis aemonia Weymer, 1883
- Limenitis agneya Doherty, 1891
- Limenitis albomaculata Leech, 1891
- Limenitis amphyssa Ménétriés, 1859
- Limenitis archippus (Cramer, 1776)
- Limenitis arete (Ménétriés, 1857)
- Limenitis arthemis (Drury, 1773)
- Limenitis biedermanni (Fruhstorfer, 1915)
- Limenitis brunnea Tytler, 1940
- Limenitis calidosa Moore, 1858
- Limenitis calliphiclea (Butler, 1870)
- Limenitis camilla (Linnaeus, 1764) – Kleine ijsvogelvlinder
- Limenitis caphira (Hewitson, 1869)
- Limenitis cestus (Hewitson, 1847)
- Limenitis chilo Smith, 1897
- Limenitis ciocolatina Poujade, 1885
- Limenitis cleophas Oberthür, 1893
- Limenitis cognata (Hewitson, 1874)
- Limenitis collina (Hewitson, 1847)
- Limenitis cottini Oberthür, 1884
- Limenitis creton (Godman, 1901)
- Limenitis danava Moore, 1857
- Limenitis daraxa Doubleday, 1848
- Limenitis deborah (Weeks, 1901)
- Limenitis delphicola (Fruhstorfer, 1909)
- Limenitis doerriesi Staudinger, 1892
- Limenitis dubernardi Oberthür, 1903
- Limenitis dudu Westwood, 1850
- Limenitis elea (Fabricius, 1793)
- Limenitis escalantei (Steinhauser & Miller, 1977)
- Limenitis floridensis Holland, 1898
- Limenitis formosicola Matsumura, 1929
- Limenitis fugela (Fruhstorfer, 1915)
- Limenitis fumida Hall, 1938
- Limenitis glorifica Fruhstorfer, 1909
- Limenitis goyana (Schaus, 1902)
- Limenitis helmanni Lederer, 1853
- Limenitis hollandii Doherty, 1891
- Limenitis homeyeri Tancré, 1881
- Limenitis houlberti Oberthür, 1913
- Limenitis iaere (Hall, 1929)
- Limenitis imitata (Butler, 1883)
- Limenitis inachia (Staudinger, 1886)
- Limenitis irma (Fruhstorfer, 1907)
- Limenitis isis (Drury, 1782)
- Limenitis ixia (Felder, 1867)
- Limenitis jacquelinae (Steinhauser & Miller, 1977)
- Limenitis jumaloni Schröder, 1976
- Limenitis lara (Hewitson, 1850)
- Limenitis lepechini Erschoff, 1874
- Limenitis levicula (Fruhstorfer, 1915)
- Limenitis libnites Hewitson, 1859
- Limenitis livida Leech, 1891
- Limenitis lorquini Boisduval, 1852
- Limenitis lucina (Butler, 1872)
- Limenitis lycone Hewitson, 1859
- Limenitis lymire Hewitson, 1859
- Limenitis lyncides Hewitson, 1859
- Limenitis lysanias Hewitson, 1859
- Limenitis makkeda (Hewitson, 1871)
- Limenitis massillides (Fruhstorfer, 1915)
- Limenitis mata Moore, 1858
- Limenitis melanthe (Bates, 1864)
- Limenitis mimica Poujade, 1886
- Limenitis mincia (Hall, 1938)
- Limenitis misuji Sugiyama, 1994
- Limenitis moltrechti Kardakov, 1928
- Limenitis mossi (Hall, 1932)
- Limenitis nuydai (Shirôzu & Saigusa, 1970)
- Limenitis oberthuri (Leech, 1890)
- Limenitis obsoleta Edwards, 1882
- Limenitis pausanias Staudinger, 1889
- Limenitis penningtoni (van Son, 1977)
- Limenitis phliassa (Godart, 1823)
- Limenitis populi (Linnaeus, 1758) – Grote ijsvogelvlinder
- Limenitis procris Cramer, 1779
- Limenitis pseudococala (Hall, 1932)
- Limenitis reducta Staudinger, 1901 – Blauwe ijsvogelvlinder
- Limenitis rileyi Tytler, 1940
- Limenitis sinensium Oberthür, 1876
- Limenitis staudingeri Ribbe, 1898
- Limenitis sydyi Lederer, 1853
- Limenitis takamukuana Matsumura, 1931
- Limenitis theaena (Fruhstorfer, 1915)
- Limenitis thespias Semper, 1889
- Limenitis tizona Felder, 1867
- Limenitis trinina (Kaye, 1914)
- Limenitis trivena Moore, 1864
- Limenitis tumida (Butler, 1873)
- Limenitis urdaneta Felder, 1863
- Limenitis valentina (Fruhstorfer, 1915)
- Limenitis velia (Felder, 1867)
- Limenitis wallisi (Dewitz, 1877)
- Limenitis weidermeyerii Edwards, 1861
- Limenitis zalmona (Hewitson, 1871)
- Limenitis zayla Doubleday, 1848
- Limenitis zulema Doubleday, 1848
- Limenitis zunilaces (Fruhstorfer, 1915)